# Келачай (бахш)
Келачай (перс. کلاچای) — бахш в Ірані, в шагрестані Рудсар остану Ґілян. За даними перепису 2006 року, його населення становило 34268 осіб, які проживали у складі 9878 сімей.

## Дегестани
До складу бахша входять такі дегестани:
- Бі-Балан
- Мачіян